# Fritz Hüser

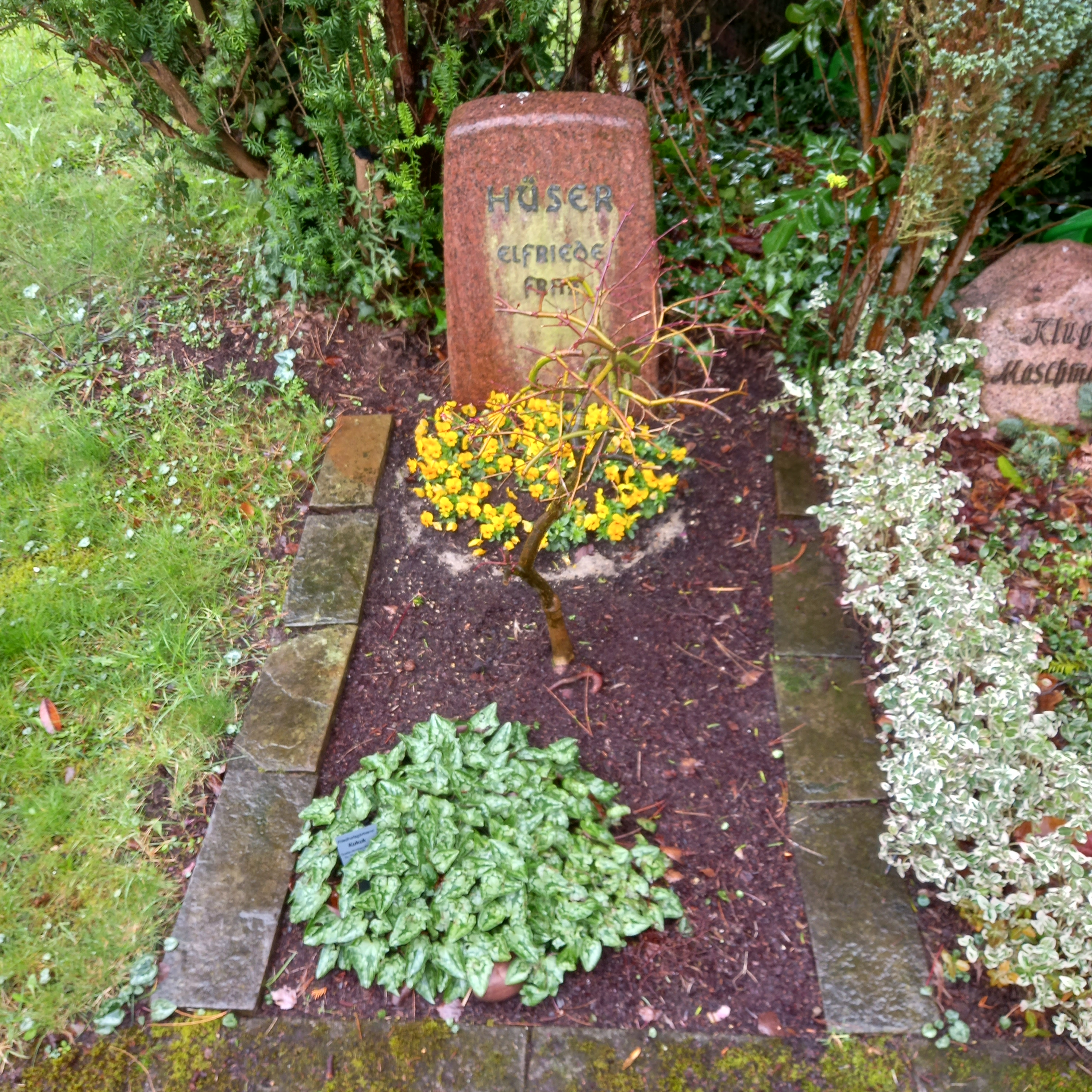
Das Grab von Fritz Hüser und seiner Ehefrau Elfriede geborene Grün auf dem Friedhof Großholthausen in Dortmund

Fritz Hüser (* 4. Oktober 1908 in Heißen; † 4. März 1979 in Dortmund) war ein deutscher Bibliothekar, der seit seiner Jugend Arbeiterliteratur sammelte und diese seit den 1950er Jahren über sein Archiv für Arbeiterdichtung und soziale Literatur (das heutige Fritz-Hüser-Institut) der Öffentlichkeit zugänglich machte. Er setzte sich für die Weiterentwicklung der Arbeiterliteratur ein und gehörte 1961 zu den Mitbegründern der Dortmunder Gruppe 61.

## Leben
Fritz Hüser wurde am 4. Oktober 1908 in Heißen als Sohn des Handlungsgehilfen und Bürovorstands Franz Hüser und seiner Frau Anna geboren. Die Eltern starben bereits 1910 und Hüser wuchs bei seinem Großvater, dem Bergmann Heinrich Friedrich Hüser, in Dorstfeld auf. Hüser besuchte die Volksschule, begann 1923 eine Former- und Kernmacherlehre, die er 1927 mit der Gesellenprüfung abschloss. Mit seinem 14. Lebensjahr wurde er Gewerkschaftsmitglied. Er arbeitete bei der Werkzeugmaschinenfabrik Wagner & Co. in Dortmund. Im Alter von 15 Jahren war er, wohl unter Einfluss des klassenbewussten Großvaters, der Sozialistischen Arbeiterjugend (SAJ) beigetreten. Der Großvater interessierte ihn auch für Literatur und nach einer Einführung in das bibliothekarische Arbeiten durch Erich Schulz, den Direktor der Dortmunder Stadtbibliothek, betreute er bald darauf Büchereien in der Schule und der SAJ. Sein Mentor war Willy Hofmann, der Leiter der sozialistischen Arbeiterjugend Westfalens von 1920 bis 1928. Durch diese Tätigkeit lernte Hüser schon früh Arbeiterdichter wie Karl Bröger, Kurt Kläber und Heinrich Lersch kennen. 1931 erlitt er einen Arbeitsunfall und war zwei Jahre arbeitsunfähig, anschließend arbeitete er wieder als Kernmacher und seit 1937 als nebenamtlicher Leiter der Werkbücherei. Bald darauf erhielt er durch die Berufsgenossenschaft die Möglichkeit zu einer Umschulung zum Bibliothekar. Er leitete die Werkbücherei der Bergwerksgesellschaft Schaffgotsch in Gleiwitz und von 1941 bis 1945 eine technisch-wissenschaftliche Bibliothek. Nach intensivem Selbststudium und Besuch eines Sonderlehrgangs absolvierte er 1944 an der Büchereischule Leipzig die Prüfung für den Dienst an volkstümlichen Büchereien. Als Flüchtling kehrte er in seine Dortmunder Heimat zurück und leitete vom 1. Oktober 1945 bis zu seinem Ruhestand am 31. Oktober 1973 die Städtische Volksbücherei Dortmund (seit 1970 Stadtbücherei Dortmund, heute Teil der Stadt- und Landesbibliothek Dortmund). Hüser war mit Elfriede Wilhelmine Grün verheiratet und hatte drei Söhne und eine Tochter, die den Schriftsteller Max von der Grün heiratete.

## Sammlung der Arbeiterliteratur
Schon während seiner Lehre hatte Fritz Hüser damit begonnen, Broschüren, Bücher und Zeitungsartikel zur Arbeiterliteratur zu sammeln – obwohl diese Texte zu seiner Zeit als soziale Trivialliteratur und damit als sammelunwürdig galten. Damit legte er den Grundstock einer einzigartigen Spezialsammlung zur Geschichte von Arbeiterliteratur und Arbeiterkultur. In dem 1958 eröffneten Haus der Bibliotheken machte er diese Sammlung als Archiv für Arbeiterdichtung und soziale Literatur der Öffentlichkeit zugänglich. Das Archiv entwickelte sich zu einem Treffpunkt von Autoren, die eine zeitgemäße Arbeiterliteratur in Deutschland entwickeln. Auf einem Schriftstellertreffen am 31. März 1961 wurde – auch auf Anregung von Hüser – die Gruppe 61 gegründet, der neben Kritikern und Verlagslektoren unter anderem die Autoren Bruno Gluchowski, Max von der Grün, Wolfgang Körner, Angelika Mechtel, Paul Polte, Josef Reding, Erwin Sylvanus, Günter Wallraff, Hans K. Wehren, Elisabeth Wohlgemuth und Peter-Paul Zahl angehörten. Hüser wurde Mentor und Motor der Gruppe, blieb öffentlich jedoch meist im Hintergrund. Bei seiner Pensionierung als Büchereidirektor 1973 übergab Hüser seine Privatsammlung an die Stadt Dortmund, die sich verpflichtete, die Sammlung mit besoldetem Fachpersonal weiterzuführen und auszubauen; Hüser selbst fungierte bis zu seinem Tod am 4. März 1979 als ehrenamtlicher Leiter dieser zunächst als Institut für deutsche und ausländische Arbeiterliteratur bezeichneten Einrichtung. Hüsers Sammlung bildete den Grundstock für das heutige Fritz-Hüser-Institut für Literatur und Kultur der Arbeitswelt. 1988 wurde der Fritz-Hüser-Verein (heute Fritz Hüser-Gesellschaft) als Förderverein des Fritz-Hüser-Instituts gegründet. Fritz Hüser hat viele Briefe geschrieben, rund 10.000 Briefe aus der Zeit zwischen 1944 und 1979 beinhaltet der Nachlass. In seinen Briefen spiegeln sich seine Aktivitäten wider. Er engagiert sich für eine Verbesserung der Bildungsangebote der Gewerkschaften, nimmt Kontakt zu Bibliothekaren auf, kümmert sich um Autoren und unterstützt sie bei Buchprojekten. Hüser setzt sich für Werkbibliotheken ein. In der Literaturvermittlung  sieht er die Basis für eine bessere Gesellschaft.

## Nachlass und Grabstätte
Hüsers Nachlass befindet sich im Fritz-Hüser-Institut für Literatur und Kultur der Arbeitswelt in Dortmund und steht dort für die Benutzung zur Verfügung. Seine letzte Ruhestätte fand Fritz Hüser auf dem Friedhof Großholthausen im Süden Dortmunds.

## Werke
- Fritz Hüser, Max von der Grün, Wolfgang Promies (Hrsg.): Aus der Welt der Arbeit. Almanach der Gruppe 61 und ihrer Gäste. Luchterhand, Neuwied 1966.
- Fritz Hüser (Hrsg.): Texte, Texte. Prosa und Gedichte der Gruppe 61. Bitter, Recklinghausen 1969.
- Fritz Hüser 1908–1979 Briefe, Herausgegeben von Jasmin Grande im Auftrag der Fritz-Hüser-Gesellschaft, asso-verlag 2008, ISBN 978-3-938834-39-8.